# Episodi di Nata libera (serie televisiva)
Gli episodi della prima ed unica stagione di Nata libera sono andati in onda dal 9 settembre al 12 dicembre del 1974. 
| n° | Titolo originale           | Titolo italiano            | Prima TV USA      | Prima TV Italia  |
| -- | -------------------------- | -------------------------- | ----------------- | ---------------- |
| 1  | The Wild Land              | I bracconieri              | 9 settembre 1974  | 7 ottobre 1975   |
| 2  | Elephant Trouble           | Il consiglio degli anziani | 16 settembre 1974 | 14 ottobre 1975  |
| 3  | A Matter of Survival       | Sperduta nella Savana      | 23 settembre 1974 | 21 ottobre 1975  |
| 4  | Death of a Hunter          | Il ritorno del cacciatore  | 30 settembre 1974 | 28 ottobre 1975  |
| 5  | Africa's Child             | Figlia d'Africa            | 7 ottobre 1974    | 4 novembre 1975  |
| 6  | The Masai Rebels           | I ribelli Masai            | 14 ottobre 1974   | 18 novembre 1975 |
| 7  | The Flying Doctor of Kenia | La dottoressa volante      | 28 ottobre 1974   | 11 novembre 1975 |
| 8  | The Trepassers             | Un grande amico            | 4 novembre 1974   | 25 novembre 1975 |
| 9  | The Meneaters of Merti     | Mangiatori d'uomini        | 11 novembre 1974  | 2 dicembre 1975  |
| 10 | Elsa's Odyssey             | L'odissea di Elsa          | 18 novembre 1974  | 9 dicembre 1975  |
| 11 | The White Rhino            | Il rinoceronte bianco      | 25 novembre 1974  | 16 dicembre 1975 |
| 12 | The Raiders                | La città dei ragazzi       | 9 dicembre 1974   | 23 dicembre 1975 |
| 13 | Devil Leopard              | Caccia al leopardo         | 30 dicembre 1974  | 30 dicembre 1975 |